# 타우포 AFC
타우포 AFC(Taupo Association Football Club)는 뉴질랜드 타우포를 연고지로 하는 아마추어 축구단이다. 현재 NRFL 콘퍼런스에 참가하고 있다.

## 역사
구단은 1956년에 타우포 유나이티드라는 이름으로 창단되었다 하우스가 클럽의 초대 회장으로 선출되었다. 타우포는 1956년 4월 14일 와카테네와의 첫 경기에서 3-4로 패했다. 타우포에서 열린 첫 번째 경기는 6월 16일 크루세이더 오브 로토루아와의 경기로 무승부로 끝났다. 타우포는 7월 14일 홈에서 로토투아 팀인 캘리도니언 유나이티드를 3-1로 꺾고 첫 승리를 거두었다. 첫 시즌이 끝날 무렵 타우포는 17번의 대회 및 친선 경기를 치르며 4승 4무 9패를 기록했으며 34득점 18득점을 기록했다. 1957년 타우포는 선수들이 토요일에 일을 해야 한다는 이유로 베이오브플렌티 대회에서 기권했다. 구단은 1962년에 타우포 SC이라는 이름으로 변경되었다. 1969년에 클럽은 이름을 다시 한 번 타우포로 변경했다.
타우포는 뉴질랜드 최고의 녹아웃 토너먼트인 채텀 컵에 여러 차례 참가했다. 2001년 채텀 컵 16강에 올라 대회에서의 최고의 성적을 기록했다.